# Josef Samek
Josef Samek född 6 november 1957 i Vrchlabí i Královéhradecký kraj (svenska: Hradec Králové) är en tjeckisk tidigare backhoppare som tävlade för Tjeckoslovakien.

## Karriär
Josef Samek deltog från 1976 årligen i tysk-österrikiska backhopparveckan. 2 januari 1979 vann Samek deltävlingen i backhopparveckan i Große Olympiaschanze i Garmisch-Partenkirchen. Dagen innan startade han i världsmästerskapen i skidflygning i Letalnica i Planica i dåvarande Jugoslavien. Där blev han nummer fem, 53,5 poäng efter segrande Armin Kogler från Österrike. Hans längsta hopp mätte 163 meter.
Samek deltog i världscupen från första säsongen den arrangerades, säsongen 1979/1980. Han var på prispallen i en deltävling i världscupen gången 27 januari 1982. Som bäst blev han nummer 16 sammanlagt i världscupen, säsongen 1981/1982.
Josef Samek deltog i olympiska spelen 1980 i Lake Placid i USA. Det tävlades i individuella grenar och han blev nummer 39 i normalbacken och nummer 23 i stora backen i Intervale Ski Jump Complex. 
Under Skid-VM 1982 i Holmenkollen i Oslo i Norge blev Samek nummer 14 i normalbacken (Midtstubakken) och nummer 23 i stora backen.
Josef Samek avslutade sin backhoppningskarriär efter nyårstävlingen i Garmisch-Partenkirchen 1 januari 1984.